# بنیاد راکفلر
بنیاد راکفلر، یک نهاد خصوصی در زمینهٔ فعالیت‌های بشردوستانه است که ساختمان مرکزی آن در خیابان پنجم منهتن در نیویورک قرار دارد. این بنیاد که تا کنون توسط شش نسل از خانواده راکفلر در آمریکا اداره شده‌است توسط سرسلسله این خاندان یعنی جان دیویس راکفلر، ثروتمندترین مرد تاریخ معاصر جهان و مؤسس شرکت استاندارد اویل، در ۱۴ مه ۱۹۱۳ تأسیس شد. در طول تقریباً یک سده فعالیت، شعار این بنیاد، فعالیت برای زندگی بهتر بشر در سراسر جهان بوده‌است.